# Річард Прайс
Річард Прайс FRS (англ. Richard Price; 23 лютого 1723 — 19 квітня 1791) був британським філософом-моралістом, неконформістським священиком і математиком. Він також був політичним реформатором і памфлетистом, активним учасником радикальних, республіканських і ліберальних рухів, таких як Французька і Американська революції. Він мав широке коло знайомств і сприяв налагодженню комунікації між багатьма людьми, зокрема Томасом Джефферсоном, Джоном Адамсом, Джорджем Вашингтоном, Мірабо та маркізом де Кондорсе. За словами історика Джона Девіса, Прайс був «найвидатнішим валлійським мислителем усіх часів». 
Народившись у Ллангейнорі, поблизу Брідженда, Уельс, Прайс провів більшу частину свого дорослого життя як пастор унітарної церкви Ньюїнгтон Грін, що тоді знаходилася на околиці Лондона. Він редагував, публікував і розвивав теорему Байєса-Прайса та галузь актуарної науки. Він також писав на теми демографії та фінансів і був членом Королівського товариства.

## Ранні роки

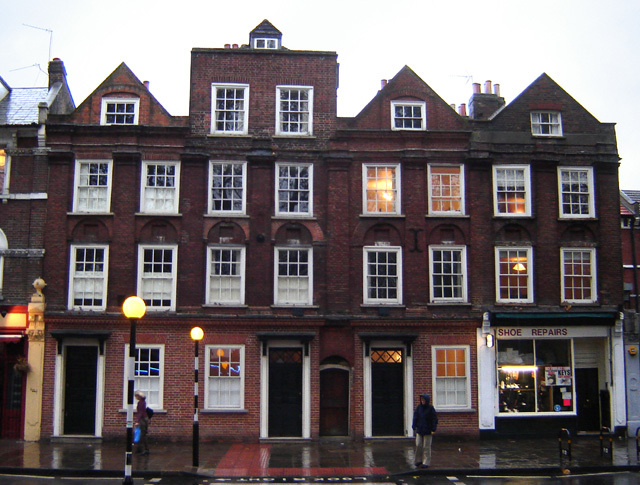
52–55 Ньюінгтон-Грін, включаючи будинки Прайса та Роджерса. Це найстаріша цегляна тераса в Лондоні.

Народився 23 лютого 1723 року, Річард Прайс був сином Ріса Прайса, міністра-дисидента. Його матір'ю була Кетрін Річардс, друга дружина його батька. Річард народився в Тин Тон, фермерському будинку в селі Ллангейнор, Гламорган. Він отримав приватну освіту, а потім навчався в Ніті та Пен-твіні. Він навчався у Вавасора Гріффітса в Ченсфілді, Талгарт, Повіс. 
Потім він переїхав до Лондона, де провів решту свого життя. Він навчався у Джона Імса та в академії дисидентів у Мурфілдсі, Лондон. Залишивши академію в 1744 році, Прайс став капеланом і супутником Джорджа Стрітфілда в Стоук Ньюінгтон, тодішньому селі на північ від Лондона. Він також викладав в Олд Джурі, де міністром був Самуель Чандлер. Смерть Стрітфілда і дядька в 1757 році поліпшила матеріальне становище Прайса, і 16 червня 1757 року він одружився з Сарою Бланделл, родом з Белгрева в Лестерширі.

## Громада Ньюінгтон-Грін
У 1758 році Прайс переїхав до Ньюінгтон-Грін і оселився в будинку № 54 на вулиці Грін, посеред тераси, яка навіть тоді мала вже сто років. (Будівля досі існує як найстаріша цегляна тераса Лондона, датована 1658 роком.) Прайс став міністром у молитовному будинку Ньюінгтон-Грін, церкві, яка існує і сьогодні як Унітарна церква Ньюінгтон-Грін. Серед прихожан були Семюел Воган і його родина. З 1770 року колегою Прайса по проповіді був Томас Аморі.
Коли в 1770 році Прайс став ранковим проповідником у каплиці Гравел Піт у Хакні, він продовжував свої післяобідні проповіді в Ньюїнгтон-Грін. Він також прийняв обов'язки в молитовному будинку в Олд-Джурі.

## Друзі та колеги

### Сусіди з Ньюїнгтон-Грін
Близьким другом Прайса був Томас Роджерс, батько Семюеля Роджерса, купця, який став банкіром, одружився з представницею старовинної родини дисентерів і мешкав у будинку № 56 на Грін. Не раз Прайс і старший Роджерс їздили верхи до Уельсу. Іншим був преподобний Джеймс Бург, автор книг «Гідність людської природи» та «Думки про освіту», який у 1750 році відкрив свою Академію дисентерів на Грін і відправляв своїх учнів на проповіді Прайса. Прайс, Роджерс і Бург утворили обідній клуб, по черзі обідаючи один в одного вдома.  Прайс і Роджерс приєдналися до Товариства конституційної інформації. 

### Коло Бовуда
«Коло Бовуда» було групою ліберальних інтелектуалів навколо лорда Шелбурна, названою на честь Бовуд-Хаусу, його резиденції у Вілтширі. Прайс познайомився з Шелбурном у 1767 році або незабаром після цього, або був представлений його дружиною Елізабет Монтегю, лідеркою інтелектуальних жінок «Блакитних панчох», після публікації його «Чотирьох дисертацій» того ж року. 
У 1771 році Прайс переконав Шелбурна найняти Томаса Джервіса. Іншим членом кола був Бенджамін Воган. У 1772 році Прайс найняв Джозефа Прістлі, який з 1773 року працював бібліотекарем у Шелбурна.

### «Клуб чесних вігів»
Група, яку Бенджамін Франклін назвав «Клубом чесних вігів», була неформальною обідньою групою навколо Джона Кентона. Спочатку вона збиралася в Лондонській кав'ярні на цвинтарі Святого Павла, а в 1771 році переїхала на Людгейт-Хілл. Прайс і сер Джон Прінгл були її членами, як і Прістлі та Бенджамін Воган. 

### Відвідувачі
Прайса відвідували Франклін, Томас Джефферсон і Томас Пейн; інші американські політики, такі як Джон Адамс, який пізніше став другим президентом США, і його дружина Абігейл; а також британські політики, такі як лорд Літтлтон, лорд Стенхоп (відомий як «громадянин Стенхоп») і Вільям Пітт-старший. Він також був знайомий з філософами Девідом Юмом і Адамом Смітом. Серед активістів реформатор тюремної системи Джон Говард вважав Прайса своїм близьким другом; також були Джон Горн Тук, Джон і Енн Джебб.

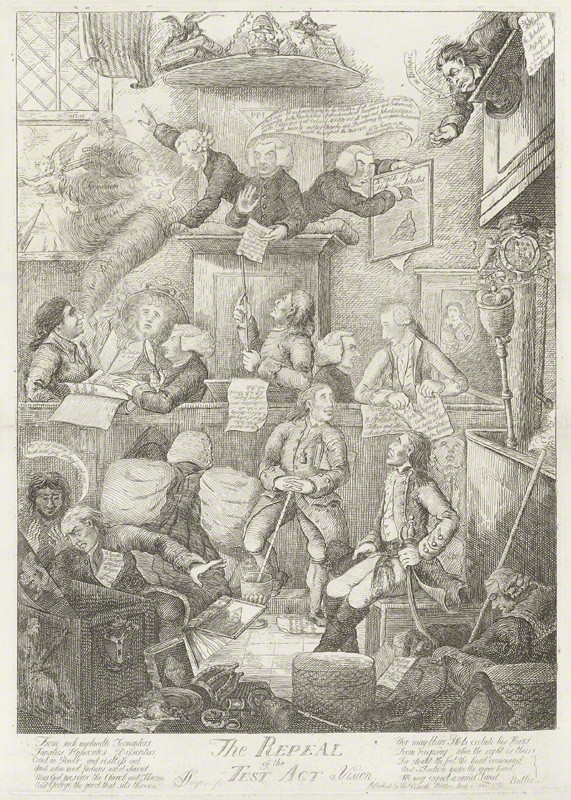
Джозеф Прістлі, Річард Прайс та Теофілус Ліндсей на кафедрі, на гравюрі 1790 року, що висміює кампанію за скасування Закону про випробування.

### Теологи
Інші визнавали свою провину перед Прайсом, наприклад, унітаріанські теологи Вільям Еллері Ченнінг і Теофіл Лінді. Коли Лінді залишив свою посаду і переїхав до Лондона, щоб створити відкрито унітаріанську громаду, Прайс відіграв важливу роль у пошуку та забезпеченні приміщення для того, що згодом стало каплицею на Ессекс-стріт. Наприкінці 1770-х років Прайс і Лінді були стурбовані скороченням числа дисентерів, принаймні в районі Лондона.  Наприкінці 1770-х років Прайс і Лінзі були стурбовані скороченням розбіжностей, принаймні в районі Лондона.  Разом з Ендрю Кіппісом та іншими вони заснували Товариство сприяння знанню Святого Письма в 1783 році.
Прайс і Прістлі мали розбіжні погляди на мораль і метафізику. У 1778 році вийшла друком їхня переписка під назвою «Вільна дискусія про доктрини матеріалізму і філософської необхідності». На відміну від Прістлі, Прайс відстоював вільну волю людини та єдність і нематеріальність людської душі. Погляди Прайса були аріанськими, а Прістлі — соцініанськими. 

### Мері Воллстонкрафт
У 1784 році Мері Воллстонкрафт перенесла свою новостворену школу для дівчат з Іслінгтона до Ньюїнгтон-Грін за підтримки пані Бург, вдови друга Прайса Джеймса Бурга. Воллстонкрафт, яка спочатку була англіканкою, відвідувала богослужіння Прайса, де вітали віруючих усіх конфесій. Раціональні дисиденти приваблювали Вольстонкрафт: вони були працьовитими, гуманними, критичними, але не цинічними, і поважали жінок, і виявилися добрішими до неї, ніж її власна родина. Вважається, що Прайс допоміг їй грошима поїхати до Лісабона, Іспанія, щоб побачити свою близьку подругу Фанні Блад. 
Волстонкрафт тоді ще не публікувалася: завдяки Прайсу вона познайомилася з радикальним видавцем Джозефом Джонсоном. Ідеї, які Волстонкрафт почерпнула з проповідей у Ньюїнгтон-Грін, підштовхнули її до політичного пробудження.Пізніше вона опублікувала «Захист прав чоловіків» (1790), відповідь на засудження Берком Французької революції та напад на Прайса; а також «Захист прав жінок» (1792), в якій вона розвинула аргументи Прайса про рівність жінок: Томалін стверджує, що так само, як дисентери були «виключені як клас з освіти та громадянських прав лінивою більшістю», так само були виключені і жінки, і «характерні вади обох груп» можна було б пояснити цією дискримінацією.  Прайс згадується 14 разів у щоденнику Вільяма Годвіна,  чоловіка Воллстонкрафт.

## Американська революція
Підтримка, яку Прайс надав колоніям Британської Північної Америки під час Війни за незалежність США, зробила його відомим. На початку 1776 року він опублікував брошуру «Спостереження про природу громадянської свободи, принципи урядування, справедливість і політику війни з Америкою». За кілька днів було продано 60 тисяч примірників цієї брошури; було випущено дешеве видання, яке продалося удвічі більше.  У ній схвалювалися пропозиції Шелбурна щодо колоній і критикувався Декларативний акт. Серед її критиків були Адам Фергюсон, Вільям Маркем, Джон Веслі та Едмунд Берк; і Прайс швидко став одним з найвідоміших людей в Англії. Йому було надано право вільного проживання в Лондоні, і кажуть, що його брошура відіграла певну роль у рішенні американців проголосити свою незалежність.  Потім вийшла друга брошура, «Додаткові спостереження про природу і цінність громадянських свобод та війну з Америкою». Прайс був послідовним критиком війни в цілому та корупційного впливу зростаючого державного боргу.
Ім'я Прайса стало асоціюватися з справою американської незалежності. Франклін був його близьким другом; Прайс листувався з Тюрго; а взимку 1778 року Континентальний конгрес запросив Прайса поїхати до Америки і допомогти у фінансовому управлінні штатами, але він відхилив цю пропозицію. У 1781 році він, разом з Джорджем Вашингтоном, отримав ступінь доктора права в Єльському коледжі.  Він проповідував перед переповненими громадами, і коли лорд Шелбурн став прем'єр-міністром у 1782 році, йому запропонували посаду його особистого секретаря. Того ж року він був обраний іноземним почесним членом Американської академії мистецтв і наук. У 1785 році Прайс був обраний міжнародним членом Американського філософського товариства.
Прайс також написав «Спостереження про важливість Американської революції та засоби перетворення її на благо для світу» (1784). У ній Прайс засудив «жорстоку, злу і диявольську» работоргівлю, одночасно підкресливши суперечності в Декларації незалежності Томаса Джефферсона, заявивши, що «якщо є люди, яких вони мають право тримати в рабстві, то можуть бути й інші, які мають право тримати їх у рабстві». «Спостереження про важливість» були добре сприйняті американцями. У них висловлювалося припущення, що найбільшою проблемою, з якою стикався Конгрес, була відсутність центральної влади.

## Суперечки Французької революції

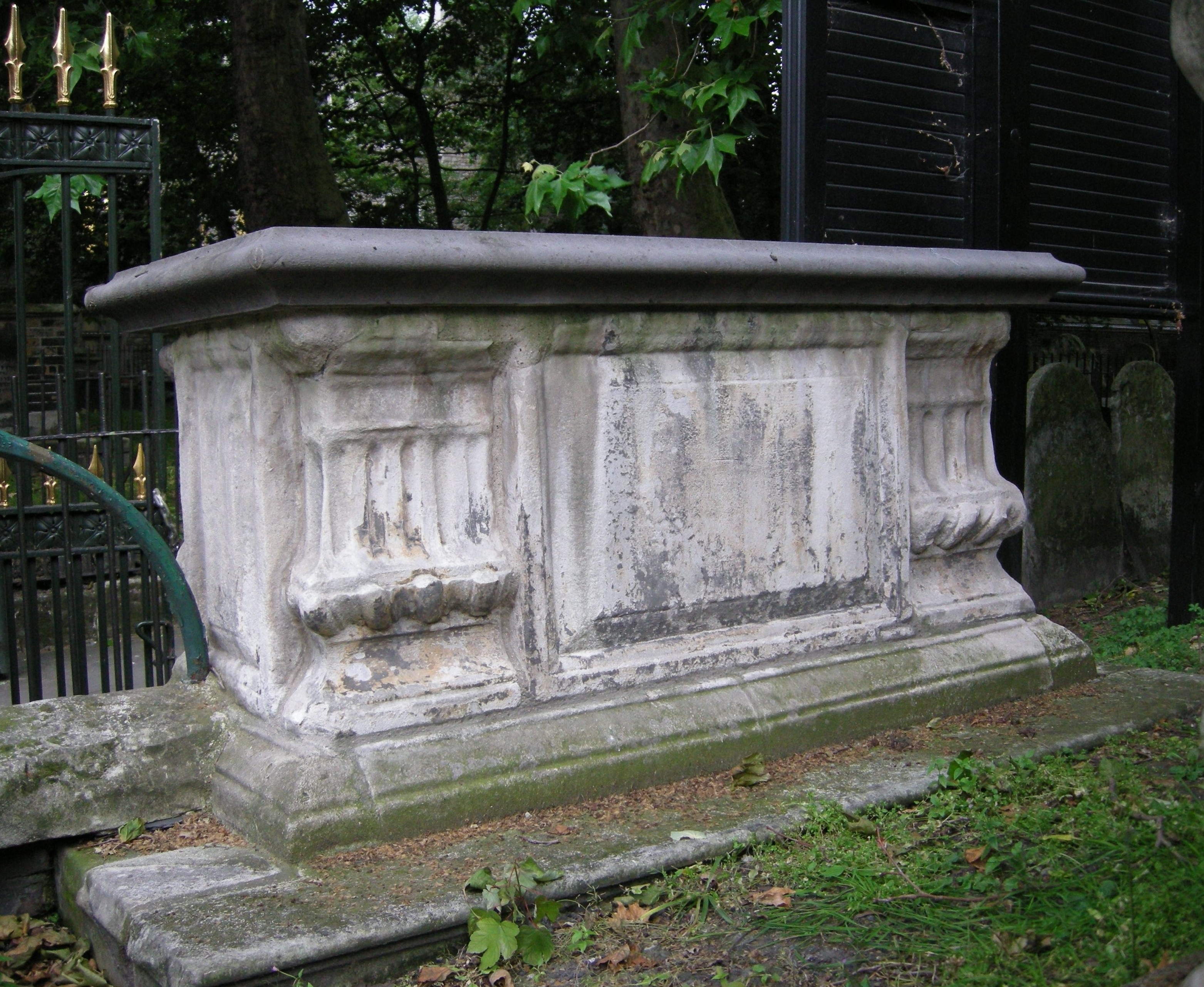
Гробниця Прайса та його дружини Сари на цвинтарі Банхілл-Філдс

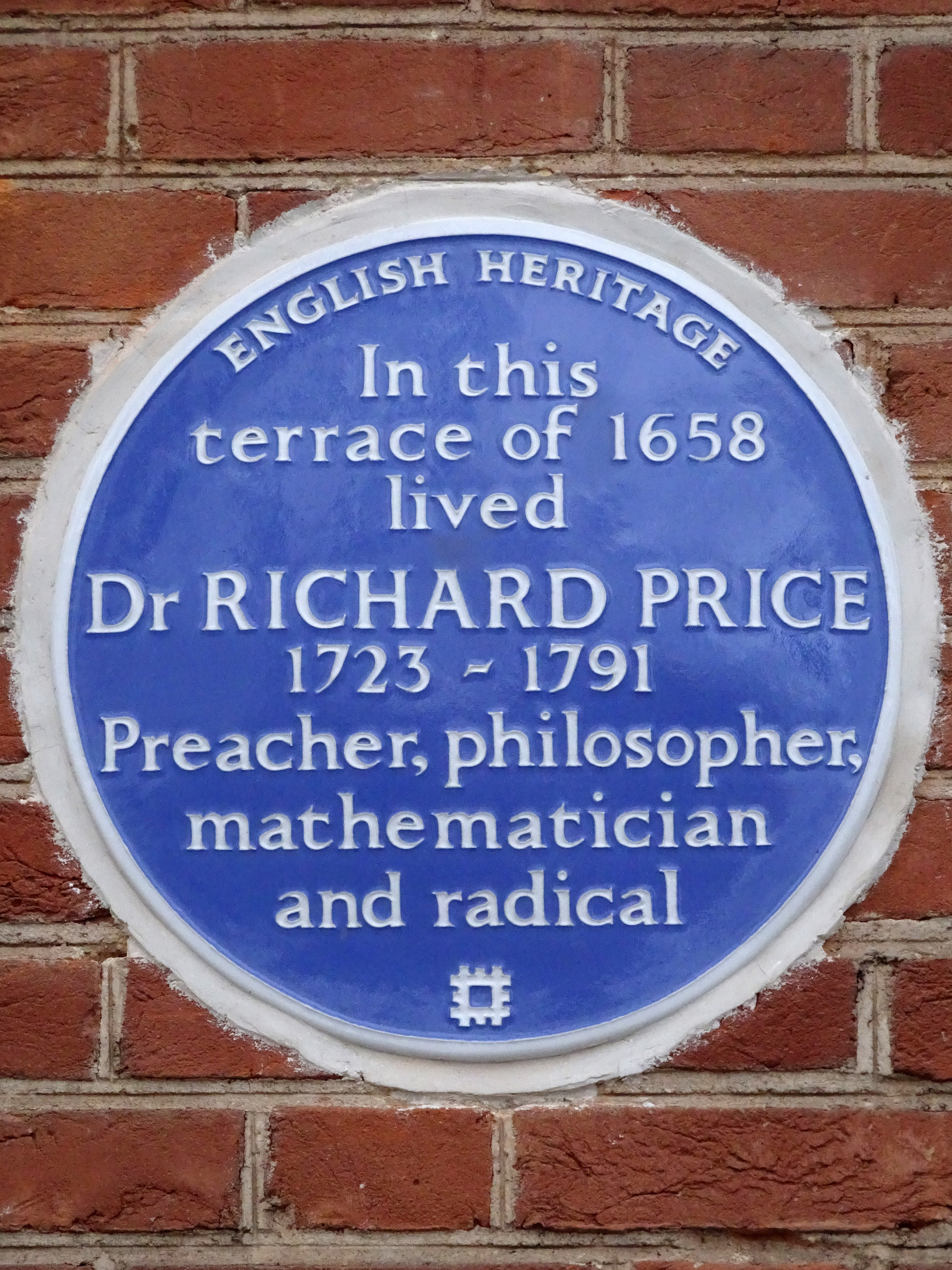
Синя табличка на честь Прайса за адресою Ньюінгтон-Грін, 54, встановлена у 2023 році

І Прайс, і Прістлі, які були міленалістами, розглядали Французьку революцію 1789 року як виконання пророцтва. На 101-ту річницю Славної революції, 4 листопада 1789 року, Прайс виголосив проповідь під назвою «Міркування про любов до нашої країни» та розпалив війну памфлетів, відому як «Суперечка про революцію», щодо політичних питань, порушених Французькою революцією. Прайс провів сміливу паралель між Славною революцією 1688 року (тією, що відзначалася обідом Лондонського революційного товариства) та Французькою революцією 1789 року, стверджуючи, що перша поширила просвітницькі ідеї та проклала шлях для другої. Прайс закликав громадськість позбутися національних упереджень та прийняти «загальну доброзичливість» – концепцію космополітизму, яка передбачала підтримку Французької революції та прогресу «просвітницьких» ідей.  Це було названо «однією з найбільших політичних дебатів в британській історії». На наступній вечері Лондонського революційного товариства Прайс також запропонував Товариству надіслати звернення до Національних зборів у Парижі. Це стало початком листування з багатьма якобінськими клубами в Парижі та інших частинах Франції. Хоча Лондонське революційне товариство та якобінські клуби погоджувалися щодо основних принципів, їхнє листування демонструвало зростаюче непорозуміння, оскільки французькі якобінці ставали все більш радикальними, а їхні британські кореспонденти, включаючи Прайса, не були готові виправдовувати політичне насильство. Комітет з листування Товариства, до якого входив Майкл Додсон, продовжив контакт, встановлений з французькими якобінцями, хоча сам Прайс відмовився від участі. Водночас, за наполяганням Прайса, Революційне товариство разом із Товариством конституційної інформації у грудні 1789 року засудило Закон про випробування та Закон про корпорації, які спотворюють британський політичний лад своїми обмеженнями щодо інакодумців.

У спростуванні Берка у книзі «Роздуми про революцію у Франції» (1790) критикувалися погляди Прайса, чиї друзі Пейн і Волстонкрафт кинулися в бійку, щоб захистити свого наставника; Вільям Кокс був ще одним опонентом, який не погоджувався з Прайсом щодо тлумачення поняття «наша країна». У 1792 році Крістофер Вайвілл опублікував працю «Захист доктора Прайса та реформаторів Англії», заклик до реформ та поміркованості

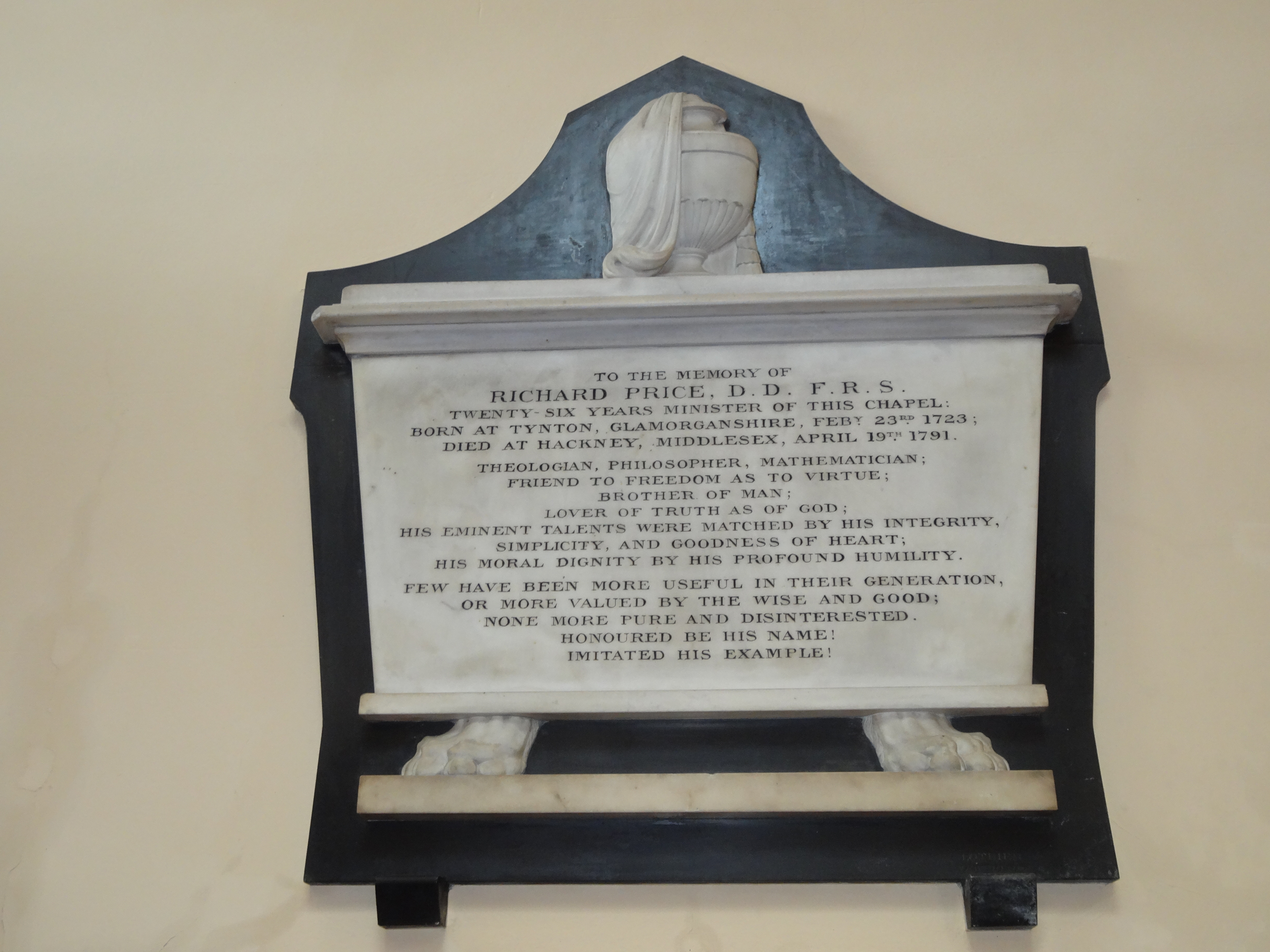
Меморіал Прайсу в унітарній церкві Ньюінгтон-Грін

## Подальше життя
У 1767 році Прайс отримав почесний ступінь Д.Д. з Університету Абердіна, а в 1769 році ще один з Університету Глазго. У 1786 році Сара Прайс померла, і від цього шлюбу не було дітей.
Того ж року Прайс разом з іншими дисидентами заснував Новий коледж Хакні. 19 квітня 1791 року Прайс помер. Його поховали на Банхілл-Філдс, де Джозеф Прістлі виголосив його похоронну проповідь.
До його розширеної родини входили Вільям Морган, актуарій, та його брат Джордж Кадоган Морган (1754–1798), дисидентський служитель та вчений, обидва сини сестри Річарда Прайса Сари та Вільяма Моргана, хірурга з Брідженда, Гламорганшир.

## Публікації
У 1744 році Прайс опублікував збірку проповідей. Однак саме як письменник з фінансових та політичних питань Прайс став широко відомим. Прайс відкидав традиційні християнські уявлення про первородний гріх та моральне покарання, проповідуючи вдосконалення людської природи, і писав з теологічних питань. Він також писав про фінанси, економіку, ймовірність та страхування життя.

## Томас Байєс
Прайсу запропонували стати літературним виконавцем заповіту математика Томаса Байєса. Він відредагував основну працю Байєса «Есе про вирішення проблеми в доктрині випадковостей» (1763), яка з'явилася у журналі «Філософські трансакції» та містить теорему Байєса, один з фундаментальних результатів теорії ймовірностей. Прайс написав вступ до статті, який містить деякі філософські основи байєсівської статистики. У 1765 році його було обрано членом Королівського товариства на знак визнання його роботи над спадщиною Байєса.

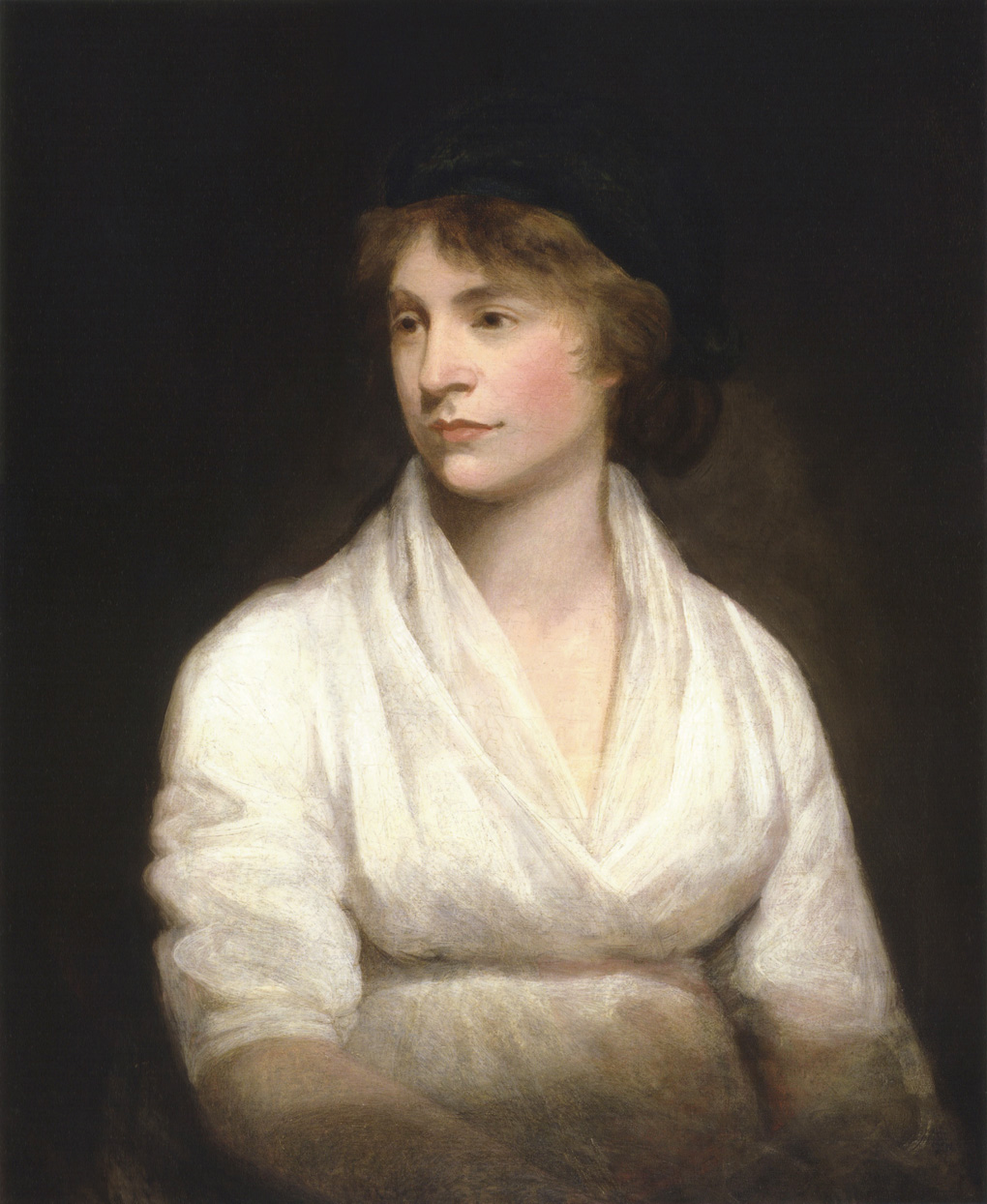
Мері Волстонкрафт (бл. 1797)

## Демограф
Приблизно з 1766 року Прайс працював у Товаристві справедливих гарантій. У 1769 році в листі до Бенджаміна Франкліна він зробив деякі спостереження щодо тривалості життя та населення Лондона, які були опубліковані у «Філософських працях» того року. Погляди Прайса включали негативний вплив великих міст та необхідність певних обмежень на торгівлю та переміщення населення.
Зокрема, Прайс цікавився показниками Франкліна та Езри Стайлза щодо колоніального населення Америки, яке, як вважається, в деяких місцях подвоюється кожні 22 роки. Дебати щодо британського населення розпочалися в 1750-х роках (з Вільямом Брекенріджем, Річардом Форстером, Робертом Воллесом, який вказував на виробництво та віспу як фактори, що зменшують населення, та Вільямом Беллом), але вони були непереконливими через брак достовірних даних. Це питання цікавило європейських письменників загалом. Кількісна форма теорії Прайса про контрастну депопуляцію в Англії та Уельсі зводилася до приблизного падіння населення на 25 відсотків з 1688 року. Чисельне зниження було оскаржено Артуром Янгом у його «Політичній арифметиці» (1774), яка також включала критику фізіократів.
У травні 1770 року Прайс представив Королівському товариству статтю про правильний метод розрахунку значень умовних реверсій. Його книга «Спостереження щодо реверсійних платежів» (1771) стала класикою, використовувалася близько століття та забезпечила основу для фінансових розрахунків страхових та виплатних товариств, багато з яких нещодавно були створені. «Нортгемптонська таблиця», таблиця життя, складена Прайсом з даними з Нортгемптона, стала стандартною приблизно на століття в актуарній роботі. Її використовували такі компанії зі страхування життя, як «Scottish Widows» та «Clerical Medical». Вона також переоцінювала смертність. Як наслідок, це було добре для страхового бізнесу та несприятливо для тих, хто купував ануїтети. Племінник Прайса, Вільям Морган, був актуарієм і став менеджером Equitable у 1775 році. Пізніше він написав мемуари про життя Прайса.
Прайс написав ще один «Есе про населення Англії» (2-ге видання, 1780), який вплинув на Томаса Роберта Мальтуса. Постійне твердження Прайса в ньому про депопуляцію Британії було оскаржено Джоном Хоулеттом у 1781 році. Дослідження фактичних причин поганого здоров'я розпочалося в цей період групою радикальних лікарів навколо Прістлі, включаючи Прайса, але зосереджених у Мідлендсі та північному заході: з Джоном Айкіним, Метью Добсоном, Джоном Хейгартом та Томасом Персівалем. З них Хейгарт і Персіваль надали Прайсу цифри, щоб доповнити ті, які він сам зібрав у парафіях Нортгемптона.

## Державні фінанси
У 1771 році Прайс опублікував своє «Звернення до громадськості щодо державного боргу» (вид. 1772 та 1774). Цей памфлет викликав значні суперечки та, як вважається, вплинув на Вільяма Пітта Молодшого у відновленні амортизаційного фонду для погашення державного боргу, створеного Робертом Волполом у 1716 році та скасованого в 1733 році. Засоби, запропоновані для погашення боргу, лорд Оверстоун описує як «своєрідний механізм фокусів», який має працювати «без втрат для будь-кого», і, отже, є необґрунтованими. Погляди Прайса були розкритиковані Джоном Брендом у 1776 році. Коли Бренд повернувся до фінансових та фіскальних питань, у книзі «Зміна Конституції Палати громад та нерівність земельного податку» (1793), він використав, серед інших, праці Прайса.

## Моральна філософія
«Огляд основних питань моралі» (1758, 3-тє видання, переглянуте 1787 року) містить теорію етики Прайса. Ця праця нібито є спростуванням Френсіса Гатчесона. Прайс представляв іншу традицію, деонтологічну етику, а не етику чеснот Гатчесона, що сягає корінням у Семюеля Кларка та Джона Болгі. Книга поділена на десять розділів, перший з яких викладає його основну етичну теорію, пов'язану з теорією Ральфа Кадворта. Інші розділи показують його зв'язок з Джозефом Батлером та Іммануїлом Кантом. Філософськи та політично Прайс мав щось спільне з Томасом Рідом. Як мораліст Прайс зараз вважається попередником раціонального інтуїтивізму 20-го століття. Він спирався, серед інших джерел, на Цицерона та Панеція, і його називають «британським платоніком».
Дж. Г. А. Покок зазначає, що Прайс був перш за все моралістом, який ставив мораль далеко вище за демократичні прихильності. Прайса широко критикували за це, а також за відсутність інтересу до громадянського суспільства. Окрім Берка, проти нього писали Джон Адамс, Адам Фергюсон та Джосія Такер. Джеймс Макінтош писав, що Прайс намагався відродити моральний обов'язок. Теодор Саймон Жуффруа віддавав перевагу Прайсу перед Кадвортом, Рідом та Дугалдом Стюартом. Див. також «Історію моральної філософії в Англії» Вільяма Вевелла; «Ментальні та моральні науки» Олександра Бейна; та монографію Томаса Фаулера про Шафтсбері та Хатчесона.
Для Прайса правильне та неправильне належать до дій самих по собі, і він відкидає консеквенціалізм. Ця етична цінність сприймається розумом або розумінням, яке інтуїтивно розпізнає придатність або відповідність між діями, агентами та сукупністю обставин. Стверджуючи, що етичне судження є актом дискримінації, він намагається спростувати теорію морального почуття. Він визнає, що правильні дії повинні бути «вдячними» для нас; що насправді моральне схвалення включає як акт розуміння, так і емоції серця. Однак залишається вірним, що сам розум, у своєму найвищому розвитку, був би достатнім дороговказом. У цьому висновку він тісно погоджується з Кантом; розум є арбітром, а право не є питанням емоцій і не є відношенням до недосконалої людської природи.
Головна відмінність Прайса від Кадворта полягає в тому, що, хоча Кадворт розглядає моральний критерій як νόημα або модифікацію розуму, що існує в зародку та розвивається обставинами, Прайс вважає його набутим зі споглядання дій, але набутим необхідно, безпосередньо інтуїтивно. У своєму погляді на безкорисливу дію (розділ iii) він наслідує Батлера. Щастя він розглядає як єдину, можливу для нас, мету божественного Провидіння, але це щастя, яке повністю залежить від праведності. Чеснота завжди прагне щастя і зрештою повинна породжувати його в його досконалій формі.

## Інші праці
Прайс також написав «Проповіді на день посту», опубліковані відповідно у 1779 та 1781 роках. Протягом усієї американської війни він проповідував у дні посту та скористався нагодою, щоб критикувати політику примусу Британії щодо колоній.[85] Повний список його творів було наведено як додаток до «Похоронної проповіді» Прістлі.

## Вшанування пам'яті
Зображення Прайса, вирізані за допомогою фарби з балончика та лазерного трафарету, створені художником Стьюї, були встановлені на зовнішній стіні будівлі Джона Персіваля в Кардіффському університеті у 2022 році напередодні 300-річчя з дня народження Прайса.
У лютому 2023 року на стіні за адресою Ньюінгтон-Грін, 54, де він жив, та поблизу каплиці нонконформістів Ньюінгтон-Грін, де він був пастором, було встановлено синю табличку «Англійська спадщина» на честь Прайса. Табличку відкрив ведучий новин та журналіст Х'ю Едвардс. Серія заходів з нагоди святкування трьохсотріччя Прайса у 2023 році була організована в Ллангейнорі, місці його народження, по всьому Уельсу та в Лондоні. Товариство Річарда Прайса вшановує Прайса різними способами.